# Elena d'Ungheria (1158-1199)
Elena d'Ungheria (1158 – 25 dicembre 1199) fu duchessa d'Austria dal 1177 e del ducato di Stiria dal 1192 al 1194 grazie al suo matrimonio con Leopoldo V di Babenberg.

## La vita
Nacque dal re d'Ungheria della stirpe degli Arpadi Géza II e dalla di lui consorte Efrosin'ja Mstislavna, figlia di Mstislav I di Kiev e della sua seconda moglie Ljubava Saviditsch. Di lei, della sua vita e della sua personalità si sa pochissimo, uno dei pochi fatti certi della sua vita è che alla Pentecoste del 1174 sposò Leopoldo V di Babenberg un matrimonio che rifletteva perfettamente le inclinazioni occidentali dell'Ungheria che doveva fronteggiare le mire espansionistiche dell'imperatore Manuele I Comneno. La sorella di Leopoldo, Agnese d'Austria aveva già sposato Stefano III d'Ungheria, fratello di Elena che era morto un paio d'anni prima delle loro nozze. Leopoldo morì in un incidente a cavallo il 31 dicembre 1194, mentre Elena gli sopravvisse di altri cinque anni venendo meno il 25 dicembre 1199; i due sono sepolti vicini presso l'abbazia di Heiligenkreuz. Insieme ebbero diversi figli di cui solo due sono certi:
- Federico I di Babenberg;
- Leopoldo VI di Babenberg.

## Ascendenza
|                       |                     |                       | Genitori                |  |  | Nonni |  |  | Bisnonni         |  |  | Trisnonni         |  |
|                       |                     |                       |                         |  |  |       |  |  | Álmos d'Ungheria |  |  | Géza I d'Ungheria |  |
|                       |                     |                       |                         |  |  |       |  |  | Álmos d'Ungheria |  |  | Géza I d'Ungheria |  |
|                       |                     | Sofia di Loon         |                         |  |  |       |  |  | Álmos d'Ungheria |  |  |                   |  |
| Béla II d'Ungheria    |                     |                       |                         |  |  |       |  |  | Álmos d'Ungheria |  |  |                   |  |
|                       |                     | Predslava di Kiev     | Svjatopolk II di Kiev   |  |  |       |  |  |                  |  |  |                   |  |
|                       |                     | Predslava di Kiev     | Svjatopolk II di Kiev   |  |  |       |  |  |                  |  |  |                   |  |
|                       |                     | Predslava di Kiev     | ?                       |  |  |       |  |  |                  |  |  |                   |  |
| Géza II d'Ungheria    |                     | Predslava di Kiev     |                         |  |  |       |  |  |                  |  |  |                   |  |
|                       |                     | Uroš I di Rascia      | Marko di Rascia         |  |  |       |  |  |                  |  |  |                   |  |
|                       |                     | Uroš I di Rascia      | Marko di Rascia         |  |  |       |  |  |                  |  |  |                   |  |
|                       |                     | Uroš I di Rascia      | …                       |  |  |       |  |  |                  |  |  |                   |  |
| Elena di Rascia       |                     | Uroš I di Rascia      |                         |  |  |       |  |  |                  |  |  |                   |  |
|                       |                     | Anna Diogenissa       | Costantino Diogene      |  |  |       |  |  |                  |  |  |                   |  |
|                       |                     | Anna Diogenissa       | Costantino Diogene      |  |  |       |  |  |                  |  |  |                   |  |
|                       |                     | Anna Diogenissa       | Teodora Comnena         |  |  |       |  |  |                  |  |  |                   |  |
| Elena d'Ungheria      |                     | Anna Diogenissa       |                         |  |  |       |  |  |                  |  |  |                   |  |
|                       | Vladimir II di Kiev | Vsevolod di Kiev      |                         |  |  |       |  |  |                  |  |  |                   |  |
|                       | Vladimir II di Kiev | Vsevolod di Kiev      |                         |  |  |       |  |  |                  |  |  |                   |  |
|                       | Vladimir II di Kiev | Anastasia di Bisanzio |                         |  |  |       |  |  |                  |  |  |                   |  |
| Mstislav I di Kiev    | Vladimir II di Kiev |                       |                         |  |  |       |  |  |                  |  |  |                   |  |
|                       |                     | Gytha del Wessex      | Aroldo II d'Inghilterra |  |  |       |  |  |                  |  |  |                   |  |
|                       |                     | Gytha del Wessex      | Aroldo II d'Inghilterra |  |  |       |  |  |                  |  |  |                   |  |
|                       |                     | Gytha del Wessex      | Ealdgyth Swan-neck      |  |  |       |  |  |                  |  |  |                   |  |
| Efrosin'ja Mstislavna |                     | Gytha del Wessex      |                         |  |  |       |  |  |                  |  |  |                   |  |
|                       |                     | Dmitrij Zavidic       | …                       |  |  |       |  |  |                  |  |  |                   |  |
|                       |                     | Dmitrij Zavidic       | …                       |  |  |       |  |  |                  |  |  |                   |  |
|                       |                     | Dmitrij Zavidic       | …                       |  |  |       |  |  |                  |  |  |                   |  |
| Ljubava Dmitr'evna    |                     | Dmitrij Zavidic       |                         |  |  |       |  |  |                  |  |  |                   |  |
|                       |                     | …                     | …                       |  |  |       |  |  |                  |  |  |                   |  |
|                       |                     | …                     | …                       |  |  |       |  |  |                  |  |  |                   |  |
|                       |                     | …                     | …                       |  |  |       |  |  |                  |  |  |                   |  |
|                       |                     | …                     |                         |  |  |       |  |  |                  |  |  |                   |  |